# Diazona angulata
Diazona angulata är en sjöpungsart som beskrevs av Monniot 1996. Diazona angulata ingår i släktet Diazona och familjen Diazonidae. Inga underarter finns listade i Catalogue of Life.